# Greklands prefekturer

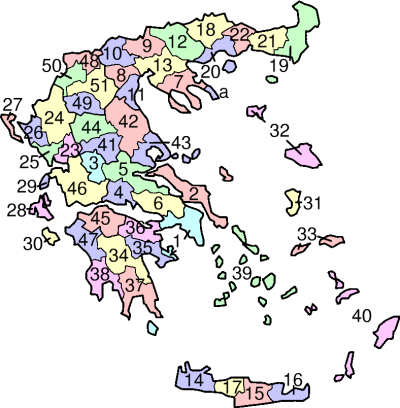
Greklands prefekturer

Greklands prefekturer är en sedan 2011 avskaffad landsindelning. Den motsvaras idag i stort sett av de nya regiondelarna.

## Beskrivning
Grekland indelas i 13 regioner som till årsskiftet 2010/2011 i sin tur delades upp i 54 prefekturer (νομοί, nomí, singularis νομός, nomós). Prefekturerna ersattes av 74 nya regiondelar (perifereiakí enótita, περιφερειακή ενότητα) som med några undantag hade samma gränser. Sydegeiska öarna har fått en ny indelning, i övrigt har Thasos skilts från Kavala, Lemnos från Lesbos, Ikaria från Samos, Sporaderna från Magnesien och Aten delats i Norra Aten, Västra Aten, Centrala Aten och Södra Aten, samt Kefalinia delats i Kefalinia och Ithaka.

## Lista på prefekturer
|         | Prefektur               | Invånare | Areal    | Huvudstad      | Region                        |
| ------- | ----------------------- | -------- | -------- | -------------- | ----------------------------- |
| 1 (del) | (Aten)*                 | 2664776  | 362 km²  | Aten           | Attika                        |
| 1 (del) | (Östra Attika)*         | 403918   | 1513 km² | Pallini        | Attika                        |
| 1 (del) | (Västra Attika)*        | 151612   | 1004 km² | Elefsina       | Attika                        |
| 1 (del) | (Pireus)*               | 541504   | 929 km²  | Pireus         | Attika                        |
| 2       | Euboia                  | 215136   | 4167 km² | Chalkis        | Grekiska fastlandet           |
| 3       | Evritania               | 32053    | 1869 km² | Karpenisi      | Grekiska fastlandet           |
| 4       | Fokis                   | 48284    | 2121 km² | Amfissa        | Grekiska fastlandet           |
| 5       | Fthiotis                | 178771   | 4441 km² | Lamia          | Grekiska fastlandet           |
| 6       | Boiotien                | 131085   | 2952 km² | Lebadeia       | Grekiska fastlandet           |
| 7       | Chalkidike              | 104894   | 2918 km² | Polygyros      | Mellersta Makedonien          |
|         | (Athos)**               | 2262     | 336 km²  | Karyes         |                               |
| 8       | Imathia                 | 143618   | 1701 km² | Veria          | Mellersta Makedonien          |
| 9       | Kilkis                  | 89056    | 2519 km² | Kilkis         | Mellersta Makedonien          |
| 10      | Pella                   | 145797   | 2506 km² | Edessa         | Mellersta Makedonien          |
| 11      | Pierien                 | 129846   | 1517 km² | Katerini       | Mellersta Makedonien          |
| 12      | Serrai                  | 200916   | 3968 km² | Serrai         | Mellersta Makedonien          |
| 13      | Thessaloniki            | 1057825  | 3683 km² | Thessaloniki   | Mellersta Makedonien          |
| 14      | Chania                  | 150387   | 2376 km² | Chania         | Kreta                         |
| 15      | Heraklion               | 292489   | 2641 km² | Heraklion      | Kreta                         |
| 16      | Lasithi                 | 76319    | 1823 km² | Agios Nikolaos | Kreta                         |
| 17      | Rethymno                | 81936    | 1496 km² | Rethymno       | Kreta                         |
| 18      | Drama                   | 103975   | 3468 km² | Drama          | Östra Makedonien och Thrakien |
| 19      | Evros                   | 149354   | 4242 km² | Alexandroupoli | Östra Makedonien och Thrakien |
| 20      | Kavala                  | 145054   | 2112 km² | Kavala         | Östra Makedonien och Thrakien |
| 21      | Rodopi                  | 110828   | 2543 km² | Komotini       | Östra Makedonien och Thrakien |
| 22      | Xanthi                  | 101856   | 1793 km² | Xanthi         | Östra Makedonien och Thrakien |
| 23      | Nomós Ártas             | 78134    | 1662 km² | Arta           | Epirus                        |
| 24      | Nomós Ioannínon         | 170239   | 4990 km² | Ioannina       | Epirus                        |
| 25      | Preveza                 | 59356    | 1036 km² | Preveza        | Epirus                        |
| 26      | Thesprotia              | 46091    | 1515 km² | Igoumenitsa    | Epirus                        |
| 27      | Korfu                   | 111975   | 641 km²  | Korfu          | Joniska öarna                 |
| 28      | Kefalinia               | 39488    | 904 km²  | Argostoli      | Joniska öarna                 |
| 29      | Lefkas                  | 22506    | 356 km²  | Lefkas         | Joniska öarna                 |
| 30      | Zakynthos               | 39015    | 406 km²  | Zakynthos      | Joniska öarna                 |
| 31      | Chios                   | 53408    | 904 km²  | Chios          | Nordegeiska öarna             |
| 32      | Lesbos                  | 109118   | 2154 km² | Mytilene       | Nordegeiska öarna             |
| 33      | Samos                   | 43595    | 778 km²  | Vathy          | Nordegeiska öarna             |
| 34      | Arkadien                | 102035   | 4419 km² | Tripoli        | Peloponnesos                  |
| 35      | Argolis                 | 105770   | 2154 km² | Nafplion       | Peloponnesos                  |
| 36      | Korinth                 | 154624   | 2290 km² | Korinth        | Peloponnesos                  |
| 37      | Lakonien                | 99637    | 3636 km² | Sparta         | Peloponnesos                  |
| 38      | Messenien               | 176876   | 2991 km² | Kalamata       | Peloponnesos                  |
| 39      | Kykladerna              | 112615   | 2572 km² | Ermoupoli      | Sydegeiska öarna              |
| 40      | Dodekanisos             | 190071   | 2714 km² | Rhodos         | Sydegeiska öarna              |
| 41      | Karditsa                | 129541   | 2636 km² | Karditsa       | Thessalien                    |
| 42      | Larissa                 | 279305   | 5381 km² | Larissa        | Thessalien                    |
| 43      | Magnesien               | 206995   | 2636 km² | Volos          | Thessalien                    |
| 44      | Trikala                 | 138047   | 3383 km² | Trikala        | Thessalien                    |
| 45      | Akaja                   | 322789   | 3272 km² | Patras         | Västra Grekland               |
| 46      | Aitolien och Akarnanien | 224429   | 5461 km² | Messolonghi    | Västra Grekland               |
| 47      | Elis                    | 193288   | 2618 km² | Pyrgos         | Västra Grekland               |
| 48      | Florina                 | 54768    | 1925 km² | Florina        | Västra Makedonien             |
| 49      | Grevena                 | 37947    | 2291 km² | Grevena        | Västra Makedonien             |
| 50      | Kastoria                | 53483    | 1720 km² | Kastoria       | Västra Makedonien             |
| 51      | Kozani                  | 155324   | 3516 km² | Kozani         | Västra Makedonien             |

* Attika utgjorde en prefektur som en del av Grekiska fastlandet fram till 1987 när den ombildades till regionen Attika indelad i 4 prefekturer, Aten, Östra Attika, Västra Attika och Pireus.
** Autonoma klosterstaten Athos. Invånarantal och yta är inkluderat i Chalkidike.